# Jacobaea subalpina
Il senecione subalpino (nome scientifico Jacobaea subalpina (Koch) Pelser & Veldk., 2006) è una specie di pianta angiosperma dicotiledone della famiglia delle Asteraceae (sottofamiglia Asteroideae).

## Etimologia
Il nome generico (Jacobaea) potrebbe derivare da due fonti possibili: (1) da San Giacomo (o Jacobus); oppure (2) in riferimento all'isola di Santiago (Capo Verde). L'epiteto specifico (subalpina) fa riferimento alle zone tipiche del suo habitat.

Il binomio scientifico attualmente accettato (Jacobaea subalpina) è stato proposto inizialmente dal medico e botanico tedesco Wilhelm Daniel Joseph Koch (1771 – 1849)  e successivamente perfezionato dai botanici Pieter B. Pelser e J.F.Veldkamp nella pubblicazione ”Compositae Newslett. 44: 9 – 2006“ del 2006.

## Descrizione

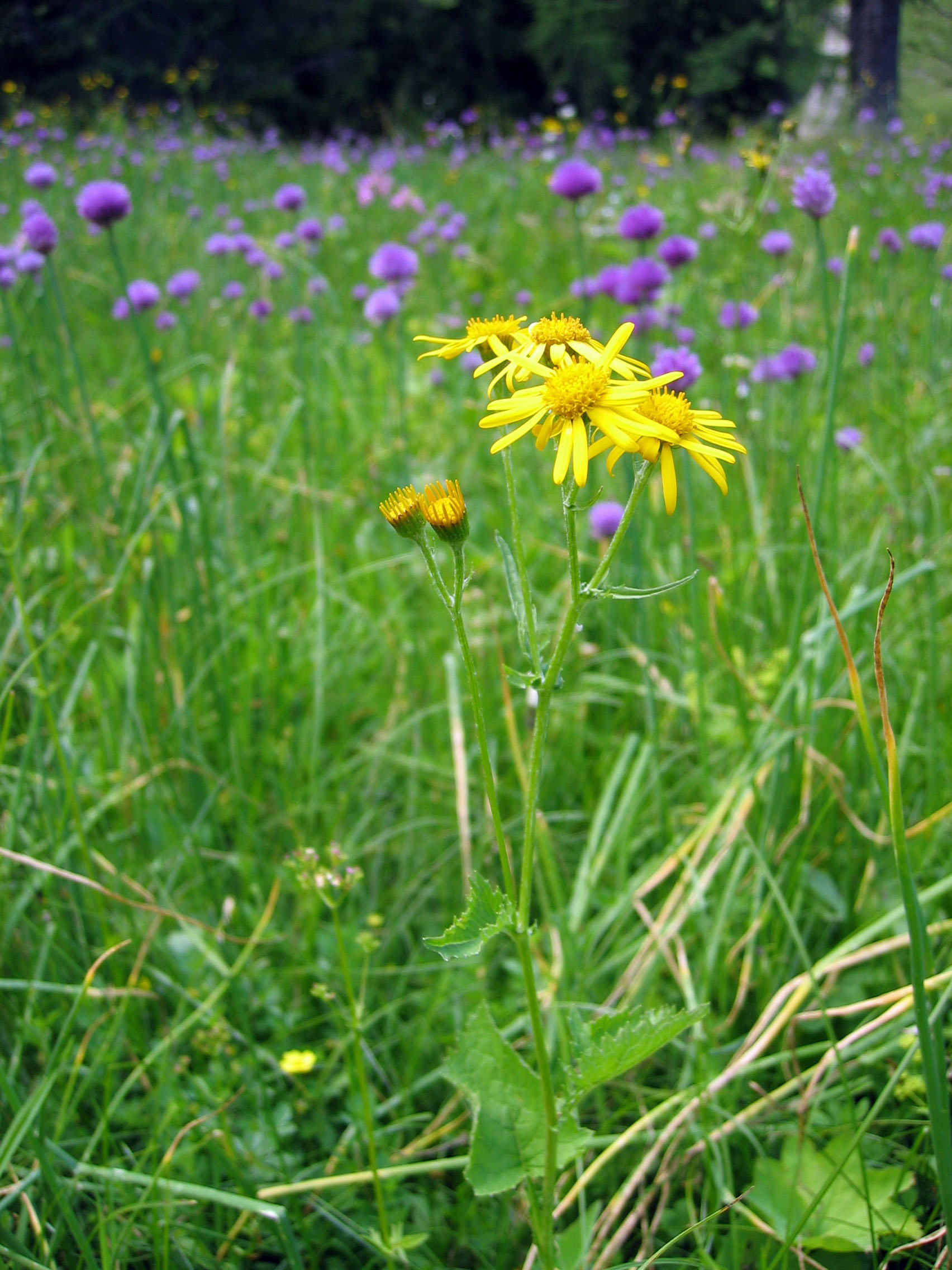
Il portamento

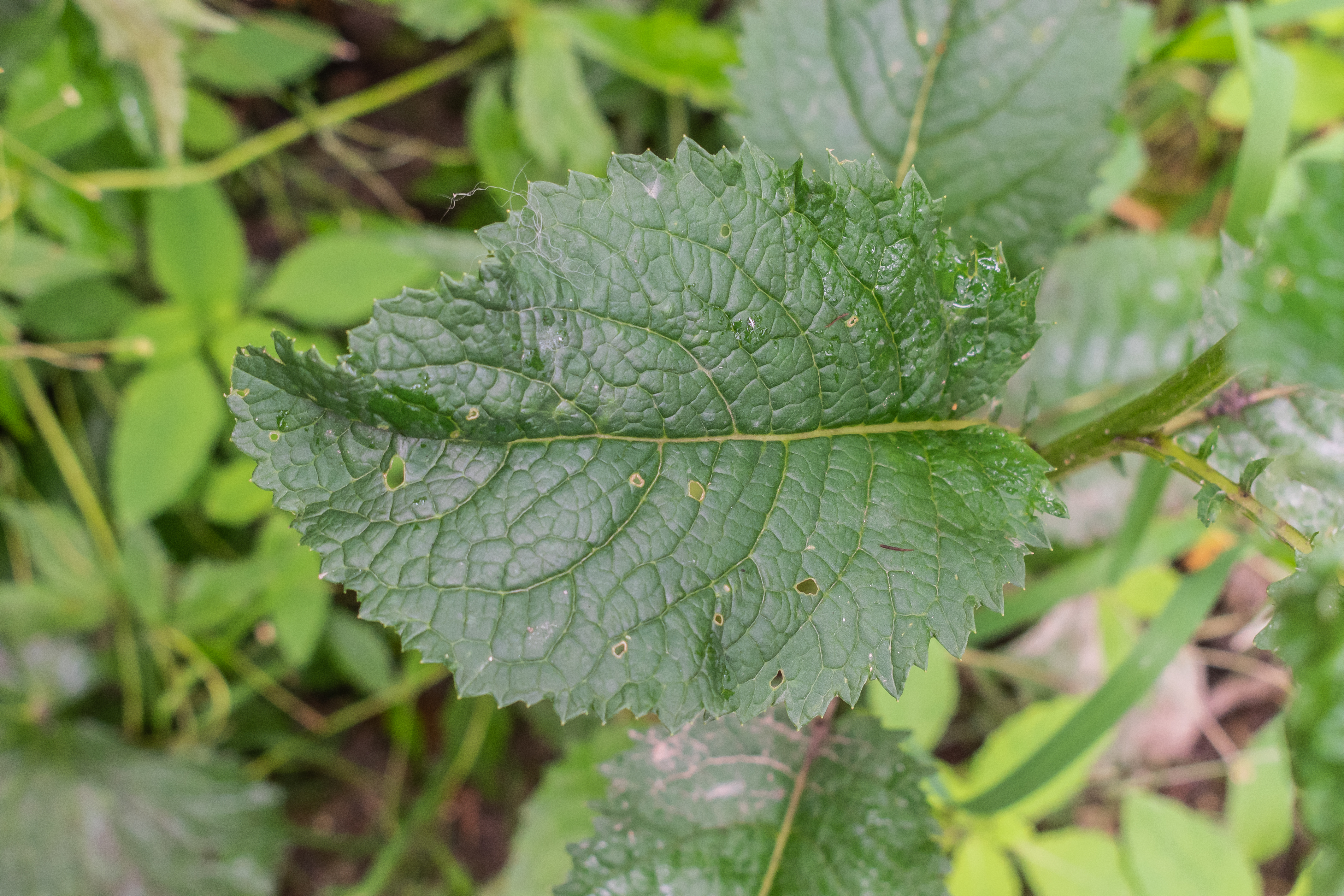
Le foglie

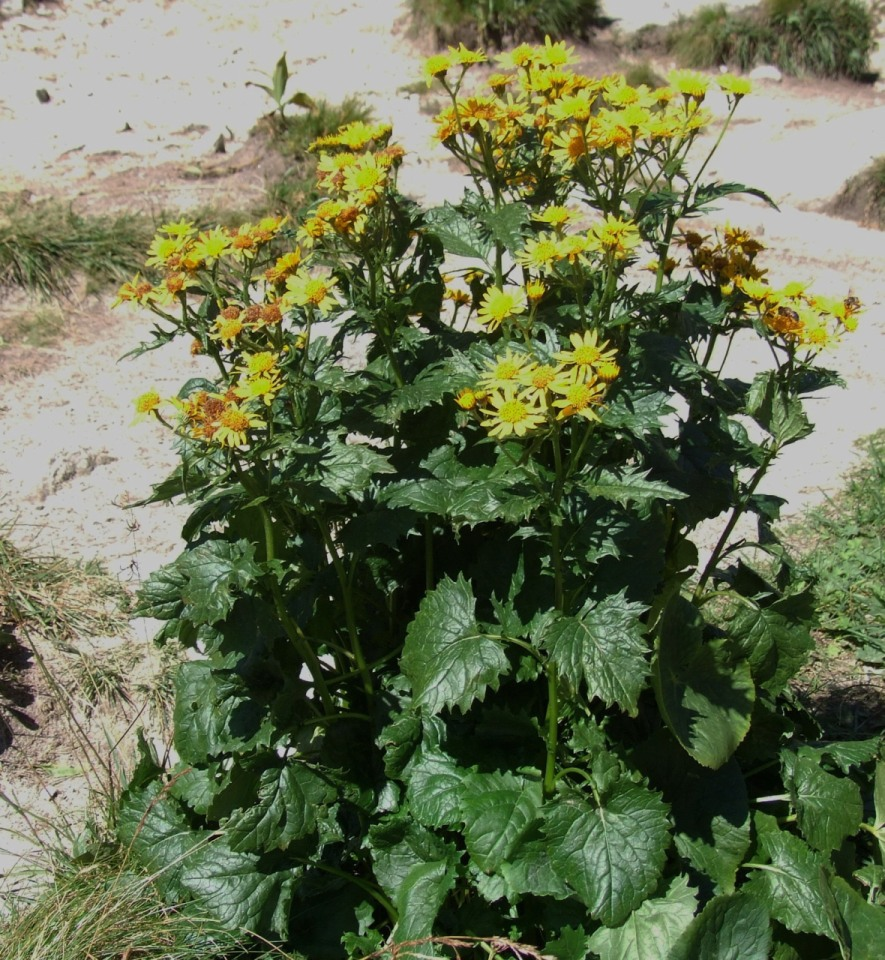
Infiorescenza

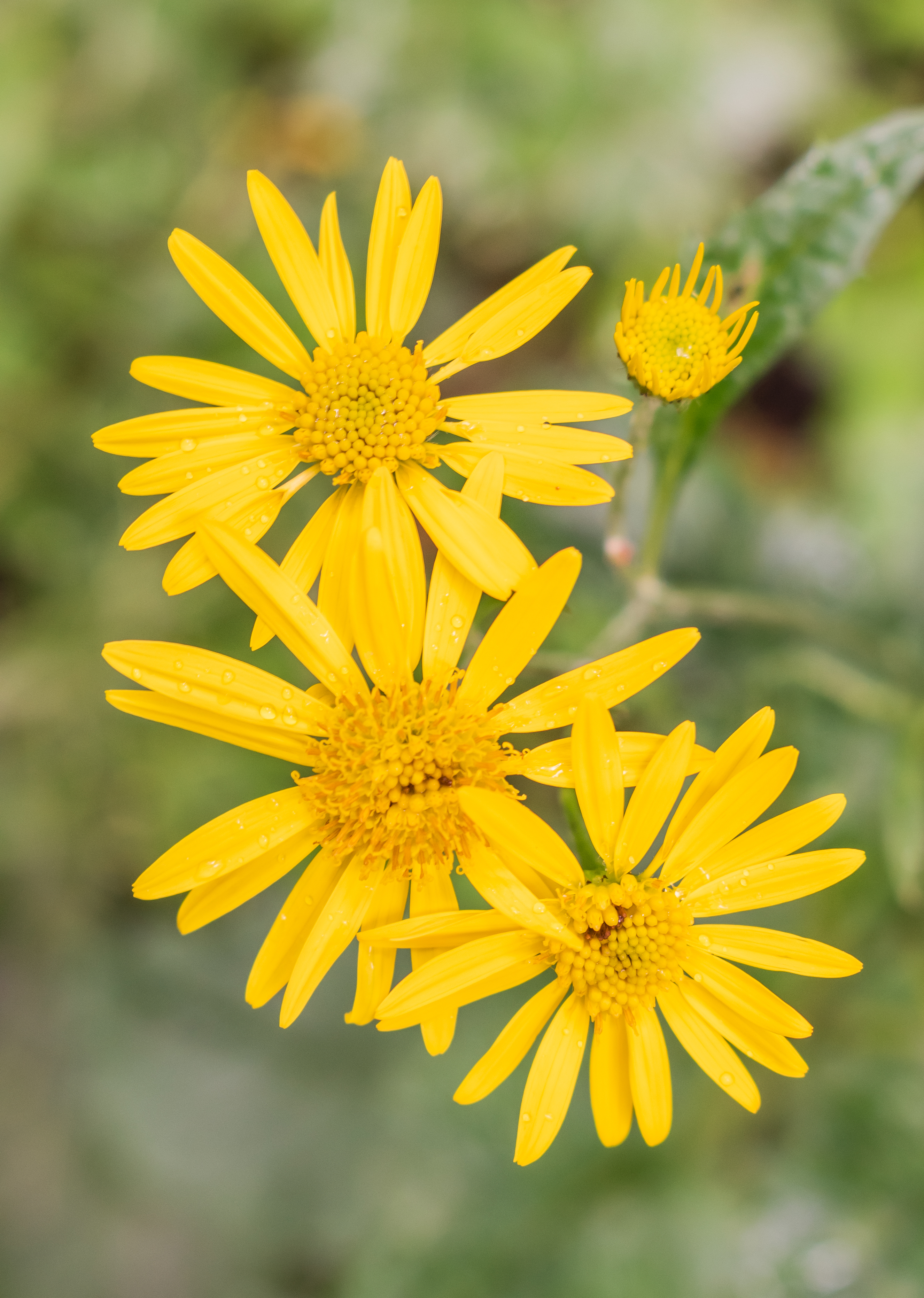
I fiori

Habitus. L'altezza di queste piante varia da 3 a 5 dm (massimo 7 dm). La forma biologica è emicriptofita scaposa (H scap), ossia sono piante perenni, con gemme svernanti al livello del suolo e protette dalla lettiera o dalla neve, dotate di un asse fiorale eretto e spesso privo di foglie. Queste piante possiedono al loro interno delle sostanze chimiche quali i lattoni sesquiterpenici e alcaloidi pirrolizidinici.
Radici. Le radici in genere sono secondarie da rizoma e possono essere fibrose.
Fusto. 
- Parte ipogea: la parte sotterranea consiste in un rizoma.
- Parte epigea: la parte aerea del fusto è eretta, ascendente e ramosa verso l'infiorescenza.

Foglie. Le foglie si distinguono in inferiori e superiori. Tutte sono picciolate e alla base del picciolo sono presenti numerose lacinie (da 4 a 8; alcune sono lunghe come mezza lamina). La lamina è intera con bordi dentati oppure pennatolobata (i bordi sono incisi più profondamente) con lobi acuti. In particolare le foglie inferiori hanno la lamina cordata; quelle superiori sono ovate e più piccole. Le foglie sono inoltre provviste di una guaina amplessicaule più o meno allargata.
Infiorescenza.  Le sinflorescenze sono composte da più capolini organizzati in formazioni corimbose. L'infiorescenza, vera e propria, è formata da un capolino la cui struttura è quella tipica delle Asteraceae: un peduncolo sorregge un involucro composto da brattee disposte su un unico rango e tutte uguali fra loro, che fanno da protezione al ricettacolo più o meno piano e nudo (senza pagliette) sul quale s'inseriscono due tipi di fiori: quelli esterni ligulati gialli (più o meno 21 fiori) e quelli interni tubulosi di colore giallo aranciato. Alla base dell'involucro può essere presente un verticillo composto da alcune squame minori. Diametro del capolino: 20 – 35 mm.
Fiori.  I fiori sono tetra-ciclici (formati cioè da 4 verticilli: calice – corolla – androceo – gineceo) e pentameri (calice e corolla formati da 5 elementi). Sono inoltre ermafroditi, più precisamente i fiori del raggio (quelli ligulati e zigomorfi) sono femminili; mentre quelli del disco centrale (tubulosi e actinomorfi) sono bisessuali o a volte funzionalmente maschili.
- Formula fiorale:

*/x K {\displaystyle \infty }, [C (5), A (5)], G 2 (infero), achenio
- Calice: i sepali del calice sono ridotti ad una coroncina di squame.
- Corolla: nella parte inferiore i petali della corolla sono saldati insieme e formano un tubo. In particolare le corolle dei fiori del disco centrale (tubulosi) terminano con delle fauci dilatate a raggiera con cinque lobi. I lobi possono avere una forma da deltoide a triangolare-ovata. Nella corolla dei fiori periferici (ligulati) il tubo si trasforma in un prolungamento da nastriforme o ligulato a filiforme o allargato, terminante più o meno con cinque dentelli. Il colore delle corolle è giallo.
- Androceo: gli stami sono 5 con dei filamenti liberi. La parte basale del collare dei filamenti può essere dilatata. Le antere invece sono saldate fra di loro e formano un manicotto che circonda lo stilo. Le antere sono senza coda ("ecaudate"); a volte sono presenti delle appendici apicali che possono avere varie forme (principalmente lanceolate). La struttura delle antere è di tipo tetrasporangiato, raramente sono bisporangiate. Il tessuto endoteciale è radiale o polarizzato. Il polline è tricolporato (tipo "helianthoid").[15]
- Gineceo: lo stilo è biforcato con due stigmi nella parte apicale. Gli stigmi sono sub-cilindrici, troncati e con un ciuffo di peli alla sommità.[13]  Le superfici stigmatiche (i recettori del polline) sono separate.[6]  L'ovario è infero uniloculare formato da 2 carpelli.
- Antesi: da (giugno) luglio a agosto (settembre).

Frutti. I frutti sono degli acheni con pappo. La forma degli acheni è ellittico-oblunga oppure strettamente oblunga; la superficie è percorsa da diverse coste longitudinali e può essere glabra o talvolta pubescente. Possono essere presenti delle ali o degli ispessimenti marginali. Non sempre il carpoforo è distinguibile. Il pappo (persistente o caduco) è formato da numerose setole snelle, bianche disposte in serie multiple.

## Biologia
Impollinazione: l'impollinazione avviene tramite insetti (impollinazione entomogama tramite farfalle diurne e notturne).
Riproduzione: la fecondazione avviene fondamentalmente tramite l'impollinazione dei fiori (vedi sopra).
Dispersione: i semi (gli acheni) cadendo a terra sono successivamente dispersi soprattutto da insetti tipo formiche (disseminazione mirmecoria). In questo tipo di piante avviene anche un altro tipo di dispersione: zoocoria. Infatti gli uncini delle brattee dell'involucro (se presenti) si agganciano ai peli degli animali di passaggio disperdendo così anche su lunghe distanze i semi della pianta. Inoltre per merito del pappo il vento può trasportare i semi anche a distanza di alcuni chilometri (disseminazione anemocora).

## Distribuzione e habitat

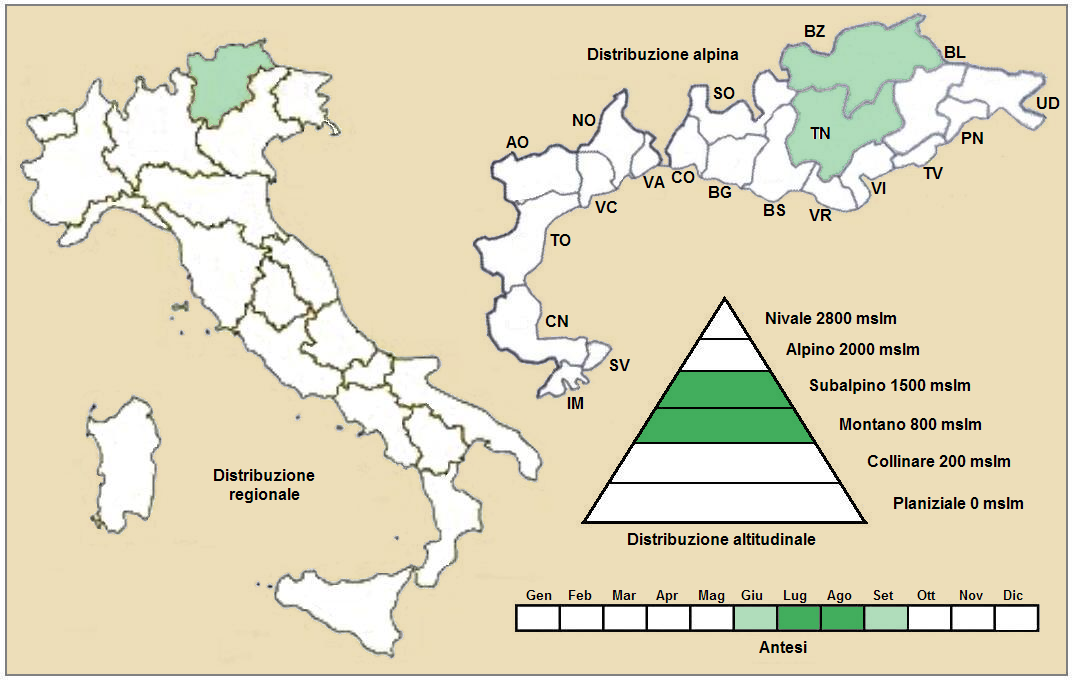
Distribuzione della pianta
(Distribuzione regionale – Distribuzione alpina)

Geoelemento:  il tipo corologico (area di origine) è Orofita – Sud Est Europeo.
Distribuzione: in Italia questa pianta dovrebbe trovarsi solamente nel Trentino-Alto Adige (ma è da verificare – alcune pubblicazioni lo hanno escluso dai territori italiani). Nel resto delle Alpi si trova in Austria (Länder del Salisburgo, Carinzia, Stiria, Austria Superiore e Austria Inferiore) e in Slovenia. Sugli altri rilievi europei si trova nei Monti Balcani e nei Carpazi.
Habitat: l'habitat tipico per questa specie sono le radure, i boschi (anche torbosi, di tipo pinete e peccete), prati e pascoli umidi; ma anche i riposi del bestiame, strade forestali, zone incendiate, bordi dei ruscelli, megaforbieti e popolamenti a felci. Il substrato preferito è sia calcareo che siliceo con pH neutro, medi valori nutrizionali del terreno che deve essere mediamente umido.
Distribuzione altitudinale: sui rilievi alpini queste piante si possono trovare da 500 fino a 1.600 m s.l.m.; frequentano quindi i seguenti piani vegetazionali: subalpino e montano.

### Fitosociologia
Dal punto di vista fitosociologico alpino Jacobaea subalpina appartiene alla seguente comunità vegetale:
Formazione: delle comunità delle macro- e megaforbie terrestri
Classe: Molinio-Arrhenathereta

## Tassonomia
La famiglia di appartenenza di questa voce (Asteraceae o Compositae, nomen conservandum) probabilmente originaria del Sudamerica, è la più numerosa del mondo vegetale, comprende oltre 23.000 specie distribuite su 1.535 generi, oppure 22.750 specie e 1.530 generi secondo altre fonti (una delle checklist più aggiornata elenca fino a 1.679 generi). La famiglia attualmente (2021) è divisa in 16 sottofamiglie; la sottofamiglia Asteroideae è una di queste e rappresenta l'evoluzione più recente di tutta la famiglia.

### Filogenesi
Il genere di questa voce appartiene alla sottotribù Senecioninae della tribù Senecioneae (una delle 21 tribù della sottofamiglia Asteroideae). La struttura della sottotribù è molto complessa e articolata (è la più numerosa della tribù con oltre 1.200 specie distribuite su un centinaio di generi) e al suo interno sono raccolti molti sottogruppi caratteristici le cui analisi sono ancora da completare. Il genere di questa voce, insieme al genere Bethencourtia, forma un "gruppo fratello" e si trova, da un punto di vista filogenetico, in una posizione abbastanza centrale della sottotribù.
I caratteri distintivi per le specie del genere  Jacobaea sono:
- caratteristico è il rivestimento con peli sottili, sinuosi formanti un feltro compatto;
- alcune brattee dell'involucro inferiore (chiamato anche calice dell'involucro) solo più lunghe di quelle interne.

La specie di questa voce, secondo alcuni studi fatti all'inizio di questo nuovo millennio, fu assegnata prima alla sezione Jacobaea (Mill.) Dumort. del genere Senecio e quindi definitivamente al genere Jacobaea. La specie è caratterizzata da foglie divise (e non), squame dell'involucro erette dopo la caduta degli acheni e piante generalmente perenni. In particolare in base ai studi filogenetici a questa pianta è stata assegnata una posizione relativamente recente nell'evoluzione del gruppo insieme ad altre come Jacobaea alpina, Jacobaea aquatica e Jacabaea vulgaris.
Nell'ambito della flora spontanea italiana J. subalpina fa parte dell'"Aggregato di Jacobaea alpina" comprendente anche la specie Jacobaea alpina (W.D.J.Koch) Pelser & Veldkamp (Nella Flora d'Italia è indicata anche la specie Jacobaea samnitum (Nyman) B.Nord. & Greuter considerata da altre checklist un sinonimo di Jacobaea alpina subsp. samnitum (Nyman) Peruzzi). Il gruppo è caratterizzato da erbe perenni alte con foglie dalle forme cordate e capolini numerosi.
La specie  J. subalpina è individuata dai seguenti caratteri specifici:
- le foglie inferiori hanno la lamina più o meno cordata;
- il picciolo delle foglie medie ha 4 - 8 lacinie (alcune molto lunghe);
- i fiori ligulati sono 21.

Il numero cromosomico della specie è 2n = 40.

### Sinonimi
Sono elencati alcuni sinonimi per questa entità:
- Senecio subalpinus W.D.J.Koch, 1834
- Cineraria arnautorum  Nyman, 1889
- Cineraria cordifolia  Jacq., 1774
- Cineraria cordifolia var. auriculata  Jacq., 1774
- Jacobaea arnautorum  (Velen.) Pelser, 2006
- Senecio arnautorum  Velen., 1888
- Senecio auriculatus  (Jacq.) Steininger, 1888
- Senecio cordifolius  Link, 1829